# Washington (Illinois)
Washington è un comune degli Stati Uniti d'America, situato nell'Illinois, nella contea di Tazewell.
Nel pomeriggio del 17 novembre 2013 la località è stata colpita in pieno da un violento tornado classificato EF4 che ha ucciso 3 persone e ha raso al suolo centinaia di abitazioni